# Calamus tetradactylus
Calamus tetradactylus là loài thực vật có hoa thuộc họ Arecaceae. Loài này được Hance mô tả khoa học đầu tiên năm 1875.